# Наурська
Наурська (чеч. Новр-гІала) — станиця в Чеченській Республіці, центр Наурського району.

## Географія
Станиця розташована за 48 км на північний захід від Грозного (по прямій) і за 4 кілометри на північний захід від залізничної станції Наурська.
Станиця знаходиться на Терсько-Кумській низовині, на лівому березі річки Терек, за 1,5 км на північ русла річки. Уздовж річки Терек росте густий ліс, з інших сторін станиця оточена садами і виноградниками.

## Населення
Населення — 9540 осіб.
Національний склад населення станиці за даними Всеросійського перепису населення 2010 року:
| Народ                      | Чисельність, чол. | Частка від усього населення,% |
| -------------------------- | ----------------- | ----------------------------- |
| Чеченці                    | 6915              | 76,41%                        |
| Росіяни                    | 1445              | 15,97%                        |
| Кумики                     | 141               | 1,56%                         |
| Турки                      | 81                | 0,90%                         |
| Аварці                     | 52                | 0,57%                         |
| Росіяни                    | 50                | 0,55%                         |
| Рутульці                   | 46                | 0,51%                         |
| Інші                       | 301               | 3,33%                         |
| Не зазначили і відмовилися | 19                | 0,21%                         |
| Усього                     | 9050              | 100,00%                       |

## Історія
Після великого набігу горців в 1765 році на Кизляр Катерина II наказала перевести на Терек частину волзьких козаків, що жили біля Дубівки, і поселити їх під ім'ям Моздокського полку між фортецею Моздок і гребінськими містечками. Козаки прибули з Волги в 1769 році і були оселені на Тереці в станицях Галюгаєвській, Наурській, Іщерській, Мекенській і Калинівській. На чолі їх встав отаман І. Д. Савельєв, який отримав чин полковника (згодом — генерал; довгий час в Наурському існували «сади Савельєва»).
У січні 1772 року на Тереці з'явився Пугачов. Він відвідує три станиці, де живуть козаки-переселенці з Дону, у тому числі станицю Наурську.
10 червня 1774 року, у ході російсько-турецької війни 1768–1774 років, об'єднане військо адигів і колишнього кримського хана Девлета IV Ґерая, якого підтримувала Османська імперія (фактично ж у цей час на кримському престолі перебував хан Сахіб II Ґерай, якого підтримувала Росія), підійшло до Моздоку, проте Девлет IV Ґерай побоявся штурмувати фортецю. Замість цього він вирішив 11 червня атакувати станицю Наурську. Станиця була добре укріплена і оборонялася козацьким загоном під командуванням отамана І. Д. Савельєва. 12-годинний штурм був відбитий, а серед загиблих адигів козаками був знайдений труп князя Кургоко Татарханова, рідного брата верховного князя Кабарди Джанхота Татарханова. Девлет IV Ґерай відійшов з військом углиб Кабарди.
В 1907 році в станиці було дворів — 708, жителів — 4785; 1 церква, 1 молитовний старообрядницький будинок, 2 школи, 1 питний будинок і 29 торгово-промислових закладів. В 1916 році була прокладена залізниця.

## Промисловість
Розвинене сільське господарство, в основному — виноробство і садівництво. У станиці є кілька комбінатів з виробництва соків і консервованої продукції.
Діє асоціація місцевих фермерських господарств, що має в своєму розпорядженні 8000 гектарів землі.